# Світ пива SAB
Світ пива SAB (англ. SAB World of Beer) — музей, присвячений броварству, розташований у Йоганнесбурзі, Південно-Африканська Республіка, що належить пивоварній компанії South African Breweries (SAB), місцевому підрозділу другого за обсягами виробника пива у світі корпорації SABMiller plc.

## Історія
Урочисте відкриття музейного комплексу було приурочене до сторіччя компанії South African Breweries та відбулося 15 травня 1995 року за участі президента ПАР Нельсона Мандели.
2009 року музей був визнаний переможцем конкурсу Welcome Awards, що проводиться Південно-Африканською туристичною агенцією, у номінації Найкращий туристичний об'єкт. 

## Експозиція
Експозиції музею присвячені загальній історії пива, історії броварства безпосередньо у Південній Африці та становленню компанії SAB, а також технологічним особливостям виробництва цього напою. Демонструється шлях, пройдений пивоварінням від давніх Месопотамії та Єгипту через європейські броварські традиції до сучасних виробничих потужностей у ПАР.
На завершення стандартного туру музеєм тривалістю півтори години кожен відвідувач має можливість скоштувати пиво виробництва SAB, вартість двох келихів якого включається у ціну вхідного квитка.
На території музейного комплексу також розташовані приміщення для проведення конференцій та семінарів.